# Caloplaca murrayi
Caloplaca murrayi är en lavart som beskrevs av D. J. Galloway. Caloplaca murrayi ingår i släktet orangelavar och familjen Teloschistaceae.   Inga underarter finns listade i Catalogue of Life.